# Orimarga tartarus
Orimarga tartarus är en tvåvingeart som beskrevs av Alexander 1946. Orimarga tartarus ingår i släktet Orimarga och familjen småharkrankar. Inga underarter finns listade i Catalogue of Life.